# Tassos Papadópulos
Efstathios "Tassos" Nikolau Papadópulos (en grec: Ευστάθιος "Τάσσος" Νικολάου Παπαδόπουλος; Nicòsia, 7 de gener de 1934 – Nicòsia, 12 de desembre de 2008) fou un polític grecoxipriota que va ser President de Xipre des del 28 de febrer de 2003 fins al 28 de febrer de 2008.
Sota la dominació britànica, va estudiar a escoles gregues a Nicòsia. Molts amics del seu pare eren advocats i jutges, cosa que va influir en la seva vocació, de manera que va estudiar Dret a Londres, on també va exercir professionalment. A Londres va conviure amb dos futurs polítics xipriotes, Spiros Kiprianu (futur president de Xipre, 1977-1988) i Lel·los Dimitriades (futur alcalde de Nicòsia), tots dos fundadors de la "Unió Nacional d'Estudiants Xipriotes a Anglaterra" (EFEKA).
Papadópulos va liderar el Partit Democràtic entre 2000 i 2006.